# Agaleptus fulvipennis
Agaleptus fulvipennis é uma espécie de coleóptero da tribo Callichromatini (cerambycinae), com distribuição apenas na República Democrática do Congo.

## Sistemática
- Ordem Coleoptera
  - Subordem Polyphaga
    - Infraordem Cucujiformia
      - Superfamília Chrysomeloidea
        - Família Cerambycidae
          - Subfamília Cerambycinae
            - Tribo Callichromatini
              - Gênero Agaleptus
                - A. fulvipennis (Fuchs, 1961)